# The Sentinals (groupe)
The Sentinals est un groupe américain de surf rock originaire de San Luis Obispo en Californie qui actif entre 1961 et 1965.
Leur son était caractérisé par une influence latine qui est plus évident sur leur succès Latin'ia. Le groupe sort Sunset Beach juste après sur Del Fi en janvier 1963.

## Formation
Formation 1962 - 1963
- Guitare :  Tommy Nunes
- Guitare :   Peter Graham
- Basse :   Gary Winburne, Kenny Hinkle
- Batterie :   John Barbata
- Saxophoniste :   Bobby Holmquist

Formation 1964
- Guitare :   Tommy Nunes
- Guitare :   Harry Szckrider
- Basse :   Kenny Hinkle, Ben Trout
- Batterie :   John Barbata
- Saxophoniste :   Bobby Holmquist

Formation 1965
- Guitare :   Tommy Nunes
- Basse :   Kenny Hinkle
- Batterie :   John Barbata
- Saxophoniste :   Norman Knowles
- Orgue :  Ron Gornell

Formation 1966
- Guitare, chant :   Tommy Nunes
- Basse, chant :   Kenny Hinkle
- Batterie :   John Barbata
- Orgue, chant :   Lee Michaels
- Chant :   Ronnie Page

## Sources
- Patrick S. Pemberton, « Surf music: SLO County's radical history », The Tribune, 1er mars 2012 (consulté le 12 novembre 2013)